# Random Robot
Random Robot - Le nuove sigle dei cartoni animati è una raccolta del gruppo musicale italiano Raggi Fotonici, pubblicato nel 2006

## Descrizione
Il disco è stato pubblicato da Rai Trade e presentato in anteprima al Romics del 2005.

## Tracce
1. Random Robot: parte 1
2. L'invincibile Dendoh
3. Superdoll Rikachan
4. Rikachan (turururu version)
5. Guru Guru il batticuore della magia
6. Follow the wind (inedito per Inuyasha)
7. Hello Kitty e il teatrino delle favole
8. Due angeli e una nuvola
9. Supergals
10. Random Robot: parte 2
11. L'invincibile Dendoh (versione alternativa)
12. Superdoll Rikachan (versione televisiva)
13. Guru Guru il batticuore della magia (versione televisiva)
14. Supergals (versione televisiva)
15. Daltanious "live version 2004" featuring Superobots

## Formazione
- Capitan Fotonik (Mirko Fabbreschi) - voce e cori
- Ice Woman - tastiere e cori
- Music Man - chitarra